# Svenska Lloyd

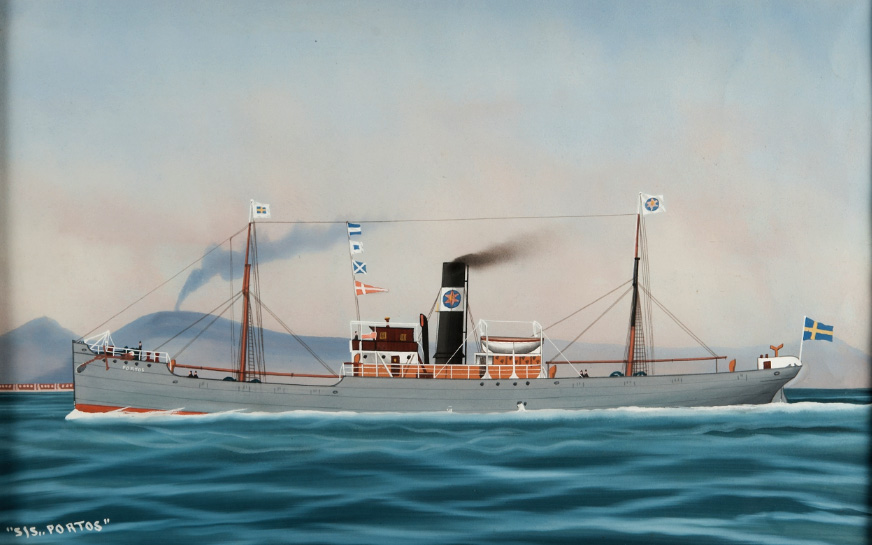
S/S Portos (1891)

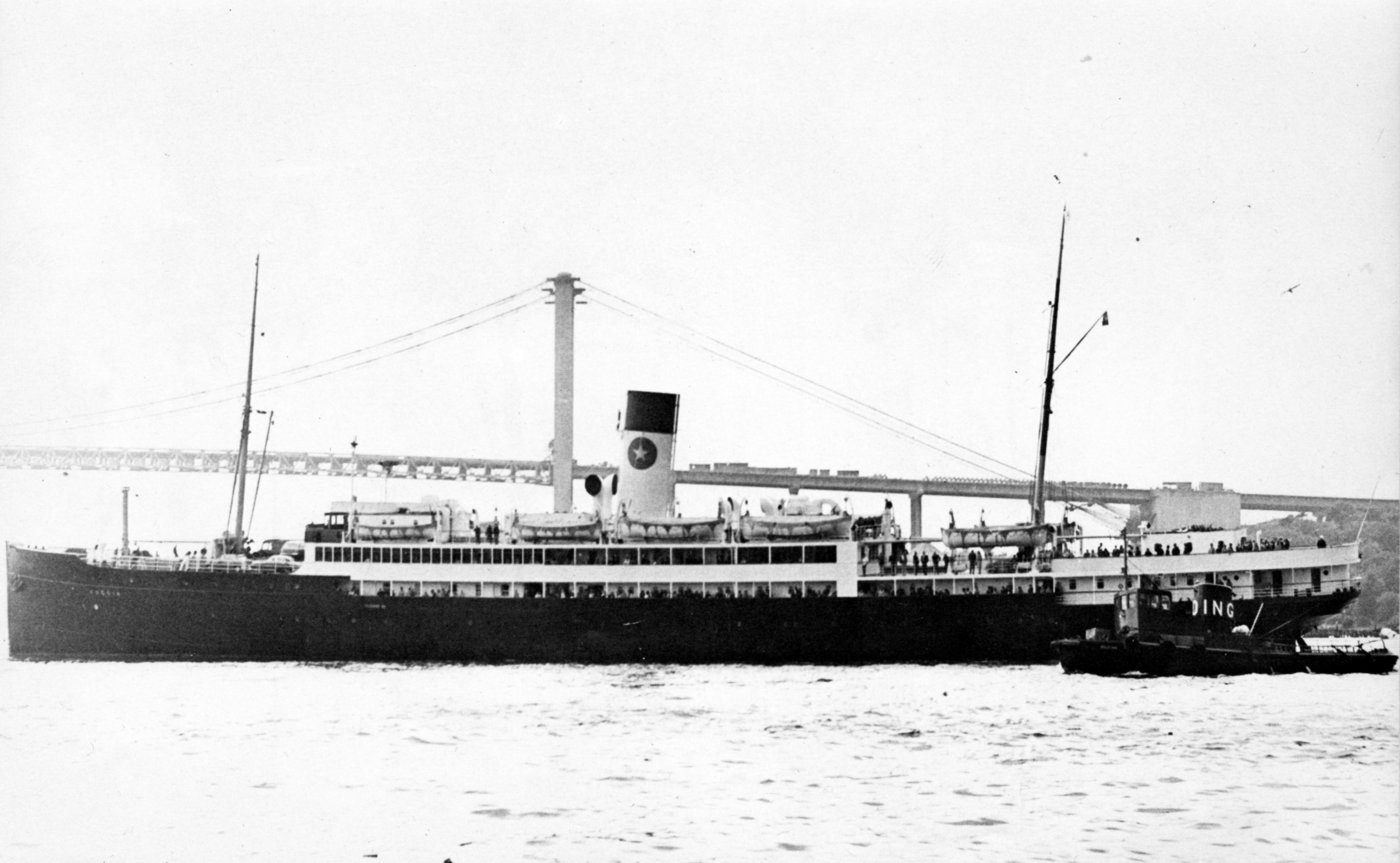
S/S Suecia i Göteborg.

Svenska Lloyd, ursprungligen Ångfartygs AB Svenska Lloyd, var ett rederi i Göteborg, som grundades den 10 maj 1869. Bolaget upphörde 1977 och verksamheten överfördes till Broströmskoncernen, som blivit majoritetsägare 1972.

## Historik
Ingenjör F. Hansson vid Keillers varv (senare Götaverken), ingenjör Norin och sjökapten J.F. Olsson hade utarbetat en revolutionerande fartygskonstruktion, som bland annat innebar att maskinrummet placerades i båtens akter och att fartyget utrustades med en dittills oprövad kompoundångmaskin med överlägsen driftsekonomi. Hansson och Olsson lyckades intressera konsul Adolph Meyer, skeppsfournerare Axel Liljequist och sjökapten Axel W. Appelberg för projektet. De sände ut en inbjudan att bilda rederiet Ångfartygs Aktiebolaget Svenska Lloyd med ett aktiekapital på 70 000 riksdaler riksmynt, vilket motsvarade kostnaden för det planerade båtbygget. Pengarna strömmade till och den 12 september 1868 beställdes fartyget vid Keillers varv av ett interimsbolag med namnet Bolaget för Ångbåtsfart å Östersjön och Nordsjön.
Den 23 januari 1869 hölls en konstituerande stämma, då Adolph Meyer valdes till ordförande samt fick i uppdrag att låta Kungl. Maj:t fastställa bolagsordningen för Ångfartygs AB Svenska Lloyd, vilket skedde den 10 maj 1869.
Svenska Lloyds första ångare - en flushdäckad båt med tre gaffelriggade master och en bredfock på fockmasten - döptes till Sverige, sjösattes den 25 februari 1869 och levererades annandag påsk samma år. Hon kunde lasta 450 ton och med en Woolf-ångmotor på 45 hästkrafter gjorde hon 7 knop. Hon förbrukade då 8 kubikfot kol i timmen. Fartyget var 140 meter långt, hade ett deplacement på 533 ton och en kubik på 26 000 kubikfot. Hon var av en ny flushdäckad typ med öppen reling och blev normgivande för nybyggen på svenska varv. Svenska Lloyd blev därmed Sveriges första rederi med ångbåtstrafik utanför Östersjön och trafiken blev en ekonomisk framgång. Men redan på annandag jul 1869 förliste dock Sverige utanför Norges kust och blev vrak.
Nio månaders insegling gav ändå kapitalet tillbaka samt en utdelning på 40 procent och en ny ångare beställdes av Lindholmens varv, vilken döptes till Sverige. Vid ett sammanträde den 10 februari 1870 upplöstes bolaget Ångfartygs Aktiebolaget Svenska Lloyd, men redan den 26 februari bildades det Förnyade Ångfartygs Aktiebolaget Svenska Lloyd, där aktiekapitalet bestämdes till 100 000 riksdaler.
I slutet av 1872 ägde Svenska Lloyd fyra ångare: Sverige, Norge, Danmark och Skandinavien. Aktiekapitalet hade ökats från 70 000 till 575 000 riksdaler. Man upprättade även 1873 en första reguljär linje mellan Kristiania (numera Oslo) och Newcastle. Den blev emellertid inte framgångsrik och lades ned redan samma höst. Det blev istället mellan Göteborg och Hamburg som linjetrafiken etablerades och främsta frakt var järn. Trafiken hade tidigare skötts av Svenska Loyds samarbetspartner August Leffler & Son. I slutet av 1874 gick två ångare på linjen och man expanderade med en linje till Bordeaux, som senare kom att anlöpa fler franska hamnar. För linjetrafik på Medelhavet anskaffades den nya snabba ångaren Helios.
Då rederiet existerat i 21 år, disponerades tio mestadels mycket moderna och snabbgående ångare. Fram till 1893 var Adolph Meyer drivande för bolagets utveckling. Det året tog konsul W. Frodi över ledningen, vilken han behöll i tjugo år. Den tiden präglades av hård konkurrens med andra rederier. Då Herbert Metcalfe 1912 övertog ledningen, blev hans första åtgärd att få till stånd tarifföverenskommelser med de utländska rederier som trafikerade linjer mellan Medelhavet och Nordeuropa. Påföljande år inleddes trafik till Dunkerque, som 1919 utsträcktes till Calais och Dieppe. Medelhavsfarten omstrukturerades så att man erbjöd trafik mellan Sverige och Sydfrankrike, Portugal, Spanien, Italien och Nordafrika. Två nya ångare, Anglia och Liguria, byggda på Lindholmens varv tillkom 1914.
År 1916 ändrades rederinamnet till Rederi AB Svenska Lloyd. Genom inköp av de gamla Göteborgsrederierna Ångfartygs AB Thule och Ångfartygs AB Svithiod fick man praktiskt taget kontroll över passagerar- och godstrafiken mellan Sverige och Storbritanniens ost- och västkust. Genom införlivningarna tillfördes nitton ångare och därutöver inköptes fyra äldre ångare och sex nybyggen beställdes. Vid slutet av 1916 fanns på Svenska Lloyds och dotterbolagens skeppslista 42 ångare om 84 028 ton. Första världskriget medförde krigsförlisningar och ångarna Victoria, Germania och Bothnia blev vrak. Sex ångare inköptes som ersättning och genom uppköp av Nordiska Rederi AB tillkom ytterligare fem ångare. Till ny styrelseordförande utsågs 1917 Dan Broström.
Tjugotalet präglades till en början av vikande konjunkturer och lönsamhet. En milstolpe blev beställningen av de två passagerarångarna S/S Suecia och S/S Britannia från varvet Swan, Hunter & Wigham Richardson i Newcastle. De levererades sommaren 1929 och sattes in på Londonlinjen: Suecia den 15 juni och Britannia den 22 juni. Den stora depressionen 1929 medförde svårigheter, men man beställde likväl 1933 rederiets två första motorfartyg och flottan omfattade vid 1934 års slut 32 ångare, 3 motorfartyg och en bogserbåt. År 1936 kunde bolaget betala ut vinst till aktieägarna för första gången på femton år.
Andra världskriget medförde nedläggning av Londonlinjen och flera krigsförlisningar. Skeppslistan omfattade 1939 ångfartyg på 55 925 dödviktston, motorfartyg på 16 525 dödviktston och passagerarångare på 14 000 bruttoton. Vid krigsslutet i maj 1945 bestod skeppslistan av ångfartyg på 31 072 dödviktston, motorfartyg på 17 305 dödviktston och passagerarångare på 8 580 bruttoton. Vid krigshandlingar hade tolv fartyg förlist och 104 besättningsmän omkommit.

### Passagerartrafiken efter 1945
Efter kriget beställdes motorpassagerarfartyget M/S Saga på Götaverken. Hon levererades 1946 för Londontrafiken. Passagerartillströmningen överträffade förväntningarna och 1948 beställdes ett nytt och större passagerarfartyg från varvet i Newcastle: M/S Patricia, som levererades 1951 och då var det största passagerarfartyget i trafik på Nordsjön. Samtidigt stod den nya terminalen vid Londonpiren i Göteborg klar. Eftersom beläggningen var ojämn, med avsevärt färre passagerare vintertid, inledde man kryssningstrafik till Kanarieöarna, Medelhavet och även mellan New York och Västindien. I mitten av 1950-talet började konkurrensen från flyget att märkas och Saga såldes 1955 och Patricia 1956.

### Lastlinjerna efter 1945
Mest ekonomiskt inbringande var Medelhavslinjerna och flottan utökades med nybyggen, andrahandstonnage och tidsbefraktade fartyg. Trafiken på Storbritannien var mindre lönsam, dels på grund av gamla föråldrade fartyg och dels på grund av dålig expedition i de engelska hamnarna. Man beslöt att söka motverka detta genom att beställa två så kallade paragraffartyg. Stella och Fragaria om endast 540 dödviktston. De levererades 1952, men visade sig för små för Englandstrafiken. Förstorade fartyg av samma typ i den så kallade Shakespeare-klassen beställdes och levererades 1955: Portia, Cordelia, Silvia och Hermia. De visade sig väl anpassade för avsedd trafik.
Den traditionella arbetsintensiva styckegodstrafiken behövde rationaliseras. Man inledde försök med laster på pall, fraktade med Shakespearefartygen, som fick namnet Nordsjösystem. Celia klarade triangeln Göteborg - Leith - Newcastle - Göteborg på en vecka inklusive lastning och lossning. Man beställde därför tre specialkonstruerade fartyg, Ofelia, Valeria och Octavia, på omkring 1000 dödviktston vardera vid Sölvesborgs varv. De lastade 25 ton per timme mot tidigare 10 ton och sattes in på alla Englandslinjer utom den till London. En annan innovation på 1950-talet var vinlast i bulk. Vintankfartyget Vinia, som beställdes 1957, hade 34 glasemaljerade tankar och tillkom på grundval av ett långtidskontrakt med Vin & Spritcentralen.
För Medelhavstrafiken var det pallsystem som fungerade på Nordsjön olämpligt. Man specialkonstruerade istället paket med terylensling, som utan vidare hantering kunde lyftas mellan kaj och fartyg. Men själva stuvningen ombord kvarstod. Detta sökte man eliminera genom att flytta maskinrum och överbyggnad bort till förkant, men stuvningen ombord kvarstod. Lösningen blev att flytta maskineri och överbyggnad helt akterut. Då fick man stora, enkla luckor med endast smala remsor kvar längs sidorna. Lindholmens varv lyckades konstruera tillräcklig skrovstyrka hos denna fartygstyp och Italia levererades i januari 1961. Med Italiatypen introducerades det öppna fartygets idé. Då Svenska Lloyd tidigare hade haft 30-35 fartyg insatta på Medelhavslinjerna, kunde trafiken nu upprätthållas med endast tjugo båtar. Våren 1962 nedlades linjetrafiken mellan Nord- och Sydamerika, som inte längre kunde bedrivas med lönsamhet på grund av konkurrensen.

### Passagerartrafik av ny typ på 1960-talet
Passagerarfrekvensen på Nordsjön hade uppnått en stor volym, men var säsongskänslig och måste kombineras med godstrafik för att vara lönsam. Svenska Lloyd började underhandlingar med Ellerman's Wilson Line i Hull om samtrafik och till konceptet anslöt sig även Rederi-Svea. Trafiken kom att bedrivas fram till 1967 under samseglingsbeteckningen England Sverige Linjen. Lloyd beställde 1964 Saga vid Lindholmens varv, liksom även Sveabolagets Svea. Wilsons Spero byggdes i England. Alla tre var ro-ro-fartyg med plats för bilar, flak, trailers och containers. Saga gjorde resan Göteborg-London på 36 timmar. Linjen byggde en helt ny terminal i Skandiahamnen i Göteborg och i Tilbury Docks i Themsenmynningen. De nya fartygens effektivitet gjorde att de konventionella lastlinjerna successivt kunde avvecklas.
År 1966 inledde det av Svenska Lloyd och Svenska Amerika Linien samägda bolaget Hoverlloyd svävartrafik mellan Ramsgate i England och Calais i Frankrike. Verksamheten övertogs 1976 i sin helhet av Broströmskoncernen och 1982 sammanslogs bolaget med den dittills konkurrerande svävaroperatören Seaspeed och bolaget Hoverspeed bildades. Trafiken på linjen lades ned år 2000.
Den sista Englandsfärjan togs ur trafik och såldes 1977. Samma år försvann Svenska Lloyd som rederirörelse och kvarvarande fartyg överfördes till Broströmskoncernen och fick det bolagets skorstensmärke.

## Skeppslista
| Fartyg                          | Byggt | Varv                  | I tjänst  | Typ                   | Dödvikt | Notering |
| ------------------------------- | ----- | --------------------- | --------- | --------------------- | ------- | --- |
| Sverge                          | 1869  | Keillers (Götaverken) | 1869-1869 | Ångfartyg             | 500     | Förlist 1869 utanför norska kusten. |
| Sverige                         | 1871  | Lindholmen            | 1871-1892 | Ångfartyg             | 600     | Såld 1892 till Motala. |
| Norge [I]                       | 1872  | Lindholmen            | 1872-1879 | Ångfartyg             | 600     | Förlist 1879 i Östersjön. |
| Danmark                         | 1872  | Lindholmen            | 1872-1881 | Ångfartyg             | 600     | Förlist 1881 utanför Hangö. |
| Skandinavien                    | 1872  | Lindholmen            | 1872-1898 | Ångfartyg             | 600     | Såld 1898. |
| Helios                          | 1857  | Newcastle             | 1874-1882 | Ångfartyg             | 725     | Inköpt 1874. Förlist 1882 på Nordsjön. |
| Norden                          | 1872  | Glasgow               | 1875-1885 | Ångfartyg             | 430     | Inköpt 1875 från Ångfartygs AB Norden. Förlist 1885 efter kollision utanför Hamburg.                                                                       |
| Mälaren                         | 1872  | Glasgow               | 1875-1887 | Ångfartyg             | 430     | Inköpt 1875 från Ångfartygs AB Norden. Såld 1887 till Lübeck.                                                                                              |
| Adolph Meyer                    | 1880  | Lindholmen            | 1880-1918 | Ångfartyg             | 1000    | Förlist 1918 på Nordsjön. |
| Bordeaux                        | 1881  | Lindholmen            | 1881-1897 | Ångfartyg             | 900     | Såld 1897. |
| Malaga                          | 1882  | Bergsunds Verkstad    | 1882-1912 | Ångfartyg             | 1100    | Förlist 1912 efter kollision vid Gibraltar. |
| Julius Caesar                   | 1870  | West Hartlepool       | 1882-1896 | Ångfartyg             | 1300    | F.d. May. Inköpt 1882 från Stockholm. Såld 1896 till Helsingborg.                                                                                          |
| Victoria [I]                    | 1884  | Helsingør             | 1884-1911 | Ångfartyg             | 2200    | Såld 1911. |
| Norge [II]                      | 1885  | Newcastle             | 1885-1915 | Ångfartyg             | 1200    | Såld 1915. |
| Hispania [I]                    | 1885  | Newcastle             | 1885-1903 | Ångfartyg             | 1200    | Såld 1903 till USA. |
| Norden                          | 1885  | Sunderland            | 1885-1913 | Ångfartyg             | 700     | Såld 1913. |
| Hamburg                         | 1888  | Sunderland            | 1888-1913 | Ångfartyg             | 850     | Såld 1913 till Norge. |
| Göteborg                        | 1893  | Rostock               | 1893-1941 | Ångfartyg             | 1150    | Under tysk flagg 1921-1924 och 1926-1933. Krigsförlist 1941 i Nordatlanten.                                                                                |
| Italia [I]                      | 1897  | Helsingør             | 1897-1918 | Ångfartyg             | 1700    | Krisförlist efter kollision 1918 i konvoj på Nordsjön. |
| Suecia [I]                      | 1898  | Glasgow               | 1898-1899 | Ångfartyg             | 1000    | Förlist 1899 efter kollision. |
| Gallia [I]                      | 1898  | Middlesbrough         | 1899-1909 | Ångfartyg             | 600     | Förlist 1909 utanför Jylland. |
| Scandinavia [I]                 | 1899  | Greenock              | 1899-1936 | Ångfartyg             | 1980    | Såld 1936 till Finland. |
| Dania                           | 1897  | Kinghorn              | 1900-1915 | Ångfartyg             | 1550    | F.d. Tetuan. Inköpt 1900. Såld 1915. |
| Albania                         | 1903  | Tönning               | 1903-1939 | Ångfartyg             | 1698    | Krigsförlist. Minsprängd 1939 utanför Grimsby. |
| Iberia [I]                      | 1903  | Lindholmen            | 1903-1956 | Ångfartyg             | 1790    | Såld 1956 till Norge. Förlist 1957. |
| Germania                        | 1908  | Rotterdam             | 1908-1917 | Ångfartyg             | 1500    | Krigsförlist 1917. Torpederad i Nordsjön. |
| Campania                        | 1912  | Campbeltown           | 1912-1919 | Ångfartyg             | 2380    | Förlist 1919 vid Svartklubbens fyr. |
| Victoria [II]                   | 1912  | Hoboken               | 1912-1917 | Ångfartyg             | 2150    | Krigsförlist 1917 utanför Portugals sydkust. |
| Hispania [II]                   | 1912  | Hoboken               | 1912-1912 | Ångfartyg             | 2205    | |
| Anglia [I]                      | 1914  | Lindholmen            | 1914-1914 | Ångfartyg             | 3230    | Förlist efter kollision i River Parana. |
| Liguria                         | 1913  | Lindholmen            | 1913-1941 | Ångfartyg             | 3315    | Krigsförlist efter torpedering 1941 i Nordatlanten. |
| Viking                          | 1914  | Göteborg              | 1916-1954 | Ångbogserare          |         | Inköpt 1916. Såld 1954 till Röda Bolaget, Göteborg. Upphuggen 1976.                                                                                        |
| Frisia [I]                      | 1909  | Bergen                | 1915-1940 | Ångfartyg             | 1515    | F.d. Karlsborg. Inköpt 1915. Beslagtagen 1940 i Frankrike av tyska ockupationsmakten. Anlände 1952 till Frankrike för upphuggning.                         |
| Mansuria                        | 1913  | Oskarshamn            | 1915-1958 | Ångfartyg             | 1815    | F.d. Oskarsborg. Inköpt 1915. Såld 1958 för upphuggning.                                                                                                   |
| Graecia [I]                     | 1911  | Sunderland            | 1915-1950 | Ångfartyg             | 5265    | F.d. Marietta N. Inköpt 1915 från Grekland. Såld 1950 till Sverige.                                                                                        |
| Caledonia                       | 1913  | Oskarshamn            | 1915-1954 | Ångfartyg             | 2210    | F.d. Orvar. Överförd från Ångfartygs AB Göteborg-Manchester. Såld 1954 till Sverige.                                                                       |
| Gwalia                          | 1907  | Sunderland            | 1915-1940 | Ångfartyg             | 1700    | F.d. Heimdal. Överförd från Ångfartygs AB Göteborg-Manchester. Krigsförlist 1940.                                                                          |
| Andalusia                       | 1916  | Oskarshamn            | 1916-1940 | Ångfartyg             | 2215    | Förlist 1940 på resa från Bordeaux. |
| Calabria                        | 1916  | Oskarshamn            | 1916-1941 | Ångfartyg             | 2450    | Krigsförlist 1941. Torpederad i Atlanten. |
| Algeria [I]                     | 1916  | Oskarshamn            | 1916-1919 | Ångfartyg             | 2985    | Förlist efter kollision med vrak på Themsen. |
| Bothnia [I]                     | 1881  | Sunderland            | 1916-1917 | Ångfartyg             | 2130    | F.d. Bertie. Inköpt 1916. Krigsförlist 1917 i Nordsjön. |
| Mongolia [I]                    | 1882  | West Hartlepool       | 1916-1920 | Ångfartyg             | 2150    | F.d. Thormycroft. Inköpt 1916. Såld 1920. |
| Canadia [I]                     | 1882  | Sunderland            | 1916-1919 | Ångfartyg             | 2250    | Inköpt 1916. Förlist 1919 utanför Manchesterkanalen. |
| Mercia                          | 1882  | West Hartlepool       | 1916-1918 | Ångfartyg             | 1520    | Inköpt 1916. Förlist på Nordsjön 1918. |
| Agne                            | 1894  | Dumbarton             | 1916-1917 | Ångfartyg             | 1300    | F.d. Mancestria. Övertaget 1916 från Ångfartygs AB Svithiod. Krigsförlist 1917 i Nordsjön.                                                                 |
| Anund                           | 1905  | Sunderland            | 1916-1920 | Ångfartyg             | 1230    | F.d. Chr. Gylstorff. Övertaget 1916 från Ångfartygs AB Svithiod. Såld 1920.                                                                                |
| Domald                          | 1889  | Aberdeen              | 1916-1920 | Ångfartyg             | 2815    | F.d. Alford. Övertaget 1916 från Ångfartygs AB Svithiod. Såld 1920.                                                                                        |
| Hugin                           | 1871  | Motala                | 1916-1918 | Ångfartyg             | 2500    | F.d. Samara. Övertaget 1916 från Ångfartygs AB Svithiod. Krigsförlist 1918 i Nordsjön.                                                                     |
| Munin                           | 1871  | Norrköping            | 1916-1920 | Ångfartyg             | 915     | Övertaget 1916 från Ångfartygs AB Svithiod. Såld 1920. |
| Vanland                         | 1893  | Campbeltown           | 1916-1917 | Ångfartyg             | 1850    | Övertaget 1916 från Ångfartygs AB Svithiod. Krigsförlist 1917 i Nordsjön.                                                                                  |
| Visbur                          | 1911  | Sunderland            | 1916-1917 | Ångfartyg             | 1230    | F.d. Mary Horlock. Övertaget 1916 från Ångfartygs AB Svithiod. Krigsförlist 1917 i Nordsjön.                                                               |
| Saga [I]                        | 1909  | Wallsend on Tyne      | 1916-1929 | Passagerarångare      | 2980    | Övertaget 1916 från Ångfartygs AB Thule. Såld 1929 till Frankrike.                                                                                         |
| Thule                           | 1892  | Newcastle             | 1916-1925 | Passagerarångare      | 1990    | Övertaget 1916 från Ångfartygs AB Thule. Såld 1925 till Italien.                                                                                           |
| Thorsten                        | 1884  | Lindholmen            | 1916-1921 | Passagerarångare      | 1440    | Övertaget 1916 från Ångfartygs AB Thule. Såld 1921 till Estland.                                                                                           |
| Balder / Northumbria            | 1898  | Port Glasgow          | 1916-1940 | Passagerarångare      | 1250    | Övertaget 1916 från Ångfartygs AB Thule. Ombyggd 1930 och omdöpt till Northumbria. Beslagtogs 1940 i Norge av tyska ockupationsmakten.                     |
| Bele                            | 1880  | Lindholmen            | 1916-1921 | Ångfartyg             | 1340    | Övertaget 1916 från Ångfartygs AB Thule. Förlist 1921 på Grönlands västkust.                                                                               |
| Atle                            | 1883  | Hull                  | 1916-1916 | Ångfartyg             | 2440    | Övertaget 1916 från Ångfartygs AB Thule. Beslagtaget 1916 av tyska myndigheter.                                                                            |
| Fritiof                         | 1900  | Aberdeen              | 1916-1933 | Ångfartyg             | 2100    | Övertaget 1916 från Ångfartygs AB Thule. Såld 1933 till Estland.                                                                                           |
| Sote                            | 1883  | Sunderland            | 1916-1918 | Ångfartyg             | 1690    | Övertaget 1916 från Ångfartygs AB Thule. Torpederad 1918 i Nordsjön och blev vrak.                                                                         |
| Ring                            | 1888  | Russel                | 1916-1937 | Ångfartyg             | 1600    | Övertaget 1916 från Ångfartygs AB Thule. Såld 1937 till Norge. Struken ur registren 1942.                                                                  |
| Ingeborg                        | 1908  | Lindholmen            | 1916-1956 | Ångfartyg             | 1430    | Övertaget 1916 från Ångfartygs AB Thule. Såld 1956 till Sverige och upphuggen.                                                                             |
| Avena                           | 1873  | Sunderland            | 1916-1920 | Ångfartyg             | 900     | F.d. Glenisla. Övertaget 1916 från Ångfartygs AB Thule. Såld 1920.                                                                                         |
| Sylvia                          | 1883  | Howden                | 1917-1928 | Ångfartyg             | 2250    | F.d. Najaden. Inköpt 1917. Såld 1928. |
| Fylgia [I]                      | 1889  | Newcastle             | 1917-1918 | Ångfartyg             | 2550    | F.d. Talavera. Inköpt 1917. Krigsförlist 1918. Torpederad.                                                                                                 |
| Industria [I]                   | 1889  | Grangemouth           | 1917-1935 | Ångfartyg             | 2800    | F.d. Nils. Inköpt 1917. Såld 1935 till Estland. |
| Dahlia [I] / Frisia [II]        | 1907  | Lindholmen            | 1917-1955 | Ångfartyg             | 1494    | Övertaget 1917 från Nordiska Rederi AB. Beslagtaget 1940 av tyska ockupationsmakten i Norge. Återköptes 1947 och döptes till Frisia. Såld 1955 till Tjörn. |
| Calla                           | 1900  | Grangemouth           | 1917-1920 | Ångfartyg             | 1085    | F.d. Engineer. Övertaget 1917 från Nordiska Rederi AB. Såld 1920.                                                                                          |
| Aira                            | 1899  | Bowling               | 1917-1920 | Ångfartyg             | 900     | Övertaget 1917 från Nordiska Rederi AB. Såld 1920. |
| Klippan                         | 1907  | Göteborg              | 1917-1920 | Ångfartyg             | 700     | Övertaget 1917 från Nordiska Rederi AB. Såld 1920. |
| Bellis                          | 1900  | Danzig                | 1917-1917 | Ångfartyg             | 570     | F.d. Emmy. Övertaget 1917 från Nordiska Rederi AB. Såld 1917.                                                                                              |
| Masilia                         | 1917  | Oskarshamn            | 1917-1954 | Ångfartyg             | 2680    | Såld 1954 till Västtyskland. |
| Acacia                          | 1882  | West Hartlepool       | 1918-1920 | Ångfartyg             | 2800    | F.d. Arla. Inköpt 1918. Såld 1920. |
| Fragaria [I]                    | 1883  | Sunderland            | 1918-1920 | Ångfartyg             | 2750    | F.d. Freja. Inköpt 1918. Såld 1920. |
| Vicia [I]                       | 1896  | West Hartlepool       | 1918-1927 | Ångfartyg             | 4300    | F.d. Sigrid. Inköpt 1918. Såld 1927 till Finland. Grundstötte 1956 och blev vrak.                                                                          |
| Bodia                           | 1899  | Stockton-on-Tees      | 1918-1934 | Ångfartyg             | 2900    | F.d. Aila. Inköpt 1918. Såld 1934 till Finland. |
| Gothia [I]                      | 1893  | West Hartlepool       | 1918-1920 | Ångfartyg             | 3150    | F.d. Otago. Inköpt 1918. Såld 1920.G52 |
| Tilia                           | 1882  | Hull                  | 1918-1924 | Ångfartyg             | 2440    | F.d. Svea. Inköpt 1918. Såld 1924 inom Sverige. Förlist 1926.                                                                                              |
| Bolivia                         | 1890  | Howden                | 1918-1934 | Ångfartyg             | 2370    | F.d. Naparima. Inköpt 1918. Såld 1934 till Estland. |
| Lunaria [I]                     | 1882  | West Hartlepool       | 1918-1935 | Ångfartyg             | 2310    | F.d. Miranda. Inköpt 1918. Såld 1935 till England. |
| Lobelia                         | 1881  | West Hartlepool       | 1918-1919 | Ångfartyg             | 2430    | F.d. Marima. Inköpt 1918. Förlist 1919 utanför engelska ostkusten.                                                                                         |
| Moria                           | 1889  | Whitby                | 1918-1928 | Ångfartyg             | 2600    | F.d. Amphitrite. Inköpt 1918. Såld 1928. |
| Bothnia [II]                    | 1884  | Sunderland            | 1918-1927 | Ångfartyg             | 2086    | F.d. Niord. Inköpt 1918. Såld 1927 inom Sverige. |
| Catalonia [I]                   | 1918  | Oskarshamn            | 1918-1925 | Ångfartyg             | 2960    | Såld 1925 till Ångfartygs AB Tirfing. |
| Scotia [I]                      | 1918  | Lindholmen            | 1918-1942 | Ångfartyg             | 3280    | Krigsförlist 1942. Minsprängd utanför engelska kusten. |
| Holmia                          | 1918  | Finnboda              | 1918-1926 | Ångfartyg             | 2960    | Såld 1926 till England. |
| Patricia [I]                    | 1901  | Trieste               | 1919-1929 | Passagerarångare      | 2940    | F.d. Mongolia och Western Australia. Inköpt 1919. Såld 1929 till England.                                                                                  |
| Turbinia / Italia II            | 1919  | Oskarshamn            | 1919-     | Ångfartyg             | 3000    | Försågs 1926 med Lentzmaskineri och omdöptes till Italia.                                                                                                  |
| Fylgia [II]                     | 1919  | Limhamn               | 1919-1924 | Ångfartyg             | 2350    | Förliser 1924 och blir vrak. |
| Italia [III]                    | 1919  | Eriksberg             | 1919-1925 | Ångfartyg             | 2985    | Såld 1925 till Ångfartygs AB Tirfing. |
| Svecia                          | 1891  | Pertusala             | 1919-1922 | Barkskepp             | 3200    | F.d. Elsa Olander. Inköpt 1919. Såld 1922. |
| Ernst                           | 1885  | Washington            | 1919-1920 | Fullriggare           | 2800    | Inköpt 1919. Krigsförlist 1919. Minsprängd. |
| Viking II                       | 1919  | Göteborg              | 1919-1923 | Ångbogserbåt          |         | Såld 1923. |
| Hibernia                        | 1920  | Göteborg              | 1920-1938 | Ångfartyg             | 3450    | Såld 1938 till Chile. |
| Gallia [II]                     | 1920  | Göteborg              | 1920-1925 | Ångfartyg             | 3450    | Såld 1925 till Ångfartygs AB Tirfing. |
| Bernicia                        | 1920  | Oskarshamn            | 1920-1955 | Ångfartyg             | 2550    | Såld 1955 till Tyskland. Ankom 1966 Italien för upphuggning.                                                                                               |
| Lombardia [I]                   | 1920  | Hansweert             | 1920-1923 | Ångfartyg             | 2935    | Såld 1923. |
| Canadia [II]                    | 1920  | Limhamn               | 1920-1950 | Ångfartyg             | 2545    | Såld 1950 till Danmark. |
| Scania [I]                      | 1920  | Limhamn               | 1920-1921 | Motorfartyg           | 1000    | Såld 1921. |
| Mongolia [II]                   | 1917  | Lindholmen            | 1920-1927 | Ångfartyg             | 3140    | F.d. Anten. Inköpt 1920. Såld 1927 till Norge. |
| Gothia [II]                     | 1916  | Lindholmen            | 1920-1936 | Ångfartyg             | 3120    | F.d. Roxen. Inköpt 1920. Såld 1936 till Göteborg. Upphuggen 1967 i Göteborg.                                                                               |
| Algeria                         | 1921  | Oskarshamn            | 1921-1943 | Ångfartyg             | 2800    | Krigsförlist 1943 efter minsprängning utanför nederländska kusten.                                                                                         |
| Ivernia                         | 1921  | Oskarshamn            | 1921-1954 | Ångfartyg             | 2580    | Såld 1954 till Billingsfors. Ankom 1969 Italien för upphuggning.                                                                                           |
| Valencia [I]                    | 1925  | Landskrona            | 1925-1942 | Ångfartyg             | 2590    | Krigsförlist 1942 efter minsprängning i danskt vatten. |
| Cambria                         | 1895  | Rostock               | 1927-1930 | Ångfartyg             | 760     | F.d. Götha. Inköpt 1927. Såld 1930. |
| Suecia [II]                     | 1929  | Newcastle             | 1929-1966 | Passagerarångare      | 2210    | Såld 1966 till Panama. Ankom 1973 till Turkiet för upphuggning.                                                                                            |
| Britannia                       | 1929  | Newcastle             | 1929-1966 | Passagerarångare      | 2210    | Såld 1966 till Grekland. Ankom 1973 till Italien för upphuggning.                                                                                          |
| Bothnia [III]                   | 1918  | Limhamn               | 1929-1941 | Ångfartyg             | 2290    | F.d. Freja. Inköpt 1929. Förlist 1941 efter kollision på Elbe.                                                                                             |
| Gallia [III]                    | 1926  | Kiel                  | 1931-1940 | Ångfartyg             | 2250    | F.d. Orion. Inköpt 1931. Beslagtagen 1940 i Bergen av tyska myndigheter.                                                                                   |
| Catalonia [II]                  | 1931  | Helsingborg           | 1931-1934 | Ångfartyg             | 2305    | Förlist 1934 i Adriatiska havet. |
| Scania [II]                     | 1934  | Kockums               | 1934-1942 | Motorfartyg           | 2650    | Krigsförlist 1942. Sänkt i Atlanten av tysk ubåt. |
| Sicilia [I]                     | 1934  | Kockums               | 1934-1943 | Motorfartyg           | 2650    | Krigsförlist 1943. Sänkt av ubåt utanför Moçambique och blir vrak.                                                                                         |
| Gdynia                          | 1934  | Kockums               | 1934-1959 | Motorfartyg           | 2650    | Såld 1959 till Etiopien. Blev 1973 vrak i Moçambique. |
| Patricia [II]                   | 1926  | Newcastle             | 1935-1940 | Passagerarångare      | 2950    | F.d. Patris II. Inköpt 1935. Såld 1940 till Marinförvaltningen. Ankom 1973 Spanien för upphuggning.                                                        |
| Gothia [III]                    | 1937  | Eriksberg             | 1937-1940 | Motorfartyg           | 2745    | Krigsförlist 1940 och blir vrak. |
| Scandinavia [II]                | 1937  | Eriksberg             | 1937-1943 | Motorfartyg           | 2745    | Krigsförlist 1943. Sänkt av tysk ubåt utanför Guyana. |
| Venezia [I]                     | 1938  | Lindholmen            | 1938-1943 | Motorfartyg           | 2650    | Krigsförlist 1943. Torpederad utanför Rio och blir vrak.                                                                                                   |
| Tunisia                         | 1938  | Langesundsvarvet      | 1938-1962 | Motorfartyg           | 2460    | Såld 1962 till Stockholm. Ankom 1968 Västtyskland för upphuggning.                                                                                         |
| Varia                           | 1908  | Helsingborg           | 1940-1940 | Motorfartyg           | 1300    | F.d. Ronny. Inköpt 1940. Krigsförlist samma år efter bombning i Engelska kanalen.                                                                          |
| Industria [II]                  | 1940  | Lindholmen            | 1940-1943 | Motorfartyg           | 2940    | Krigsförlist 1943. Torpederad utanför Bahia. |
| Dahlia [II]                     | 1941  | Lindholmen            | 1941-1959 | Motorfartyg           | 2900    | Såld 1959 till Sverige. |
| Camelia                         | 1941  | Lindholmen            | 1941-1964 | Motorfartyg           | 2920    | Såld 1964 till Italien. Ankom 1980 till Jugoslavien för upphuggning.                                                                                       |
| Virginia                        | 1942  | Lindholmen            | 1942-1965 | Motorfartyg           | 2900    | Såld 1965 till Grekland. Upphuggen 1978. |
| Lunaria [II]                    | 1931  | Lindholmen            | 1942-1958 | Ångfartyg             | 2737    | F.d. Trione. Inköpt 1942. Såld 1958 till Italien. Upphuggen där 1969.                                                                                      |
| Bothnia [IV]                    | 1930  | Finnboda              | 1942-1960 | Ångfartyg             | 805     | F.d. Ajax. Inköpt 1942. Såld 1960 till Grekland. Förliste 1967 och blev vrak.                                                                              |
| Vicia [II]                      | 1943  | Lindholmen            | 1943-1961 | Motorfartyg           | 2940    | Såld 1961 till Skärhamn. Strandad 1965 och blev vrak. |
| Industria [III]                 | 1943  | Lindholmen            | 1943-1961 | Motorfartyg           | 2920    | Såld 1961 till Norge. |
| Scandinavia [III]               | 1944  | Götaverken            | 1944-1970 | Motorfartyg           | 6330    | Såld 1970 till Grekland. Ankom 1979 till Jugoslavien för upphuggning.                                                                                      |
| Scania [III]                    | 1945  | Lindholmen            | 1945-1962 | Motorfartyg           | 2975    | Såld 1962 till Norge. Förlist 1973 i Australien och blev vrak.                                                                                             |
| Saga [II]                       | 1946  | Götaverken            | 1946-1956 | Passagerarmotorfartyg | 2150    | Såld 1956 till Frankrike. Ankom 1975 till Jugoslavien för upphuggning.                                                                                     |
| Acacia [II]                     | 1946  | Götaverken            | 1946-1947 | Motorfartyg           | 3650    | Förlist 1947 vid Falsterbo rev och blev vrak. |
| Anglia [II]                     | 1946  | Götaverken            | 1946-1958 | Motorfartyg           | 1715    | Såld 1958 till Brasilien. Upphuggen där 1972. |
| Algeria [III]                   | 1946  | Lindholmen            | 1946-1964 | Motorfartyg           | 3020    | Såld 1964 till Jugoslavien. |
| Scotia [II]                     | 1923  | Korsør                | 1946-1948 | Ångfartyg             | 1050    | F.d. Ranfrid. Såld 1948 till Malmö. Ankom 1996 till Turkiet för upphuggning.                                                                               |
| Titania [I]                     | 1918  |                       | 1947-1951 | Ångfartyg             | 8200    | F.d. Grey County. Inköpt 1947. Såld 1951 till Sverige. |
| Victoria [III]                  |       |                       | 1947-1949 | Ångfartyg             | 6685    | F.d. Lista. Inköpt 1947. Såld 1949 till Sverige. |
| Gothia [V]                      | 1921  | Elmshorn              | 1947-1952 | Ångfartyg             | 1206    | Inköpt 1947. Såld 1952 till Hamburg. Förliste 1959 och blev vrak.                                                                                          |
| Adria                           | 1947  | Italien               | 1947-1963 | Motorfartyg           | 2945    | Såld 1963 till Jugoslavien. |
| Campania [II]                   | 1947  | Italien               | 1947-1963 | Motorfartyg           | 2945    | Såld 1963 till Spanien. |
| Murcia                          | 1948  | Fredrikstad           | 1950-1963 | Ångfartyg             | 3550    | F.d. Foldal. Inköpt 1950. Såld 1963 till Finland. Förlist 1971 utanför Mauritius och blev vrak.                                                            |
| Venezia [II]                    | 1950  | Eriksberg             | 1950-1967 | Motorfartyg           | 3410    | Såld 1967 till Taiwan. |
| Sicilia [II]                    | 1950  | Eriksberg             | 1950-1967 | Motorfartyg           | 3410    | Såld 1967 till Grekland. Upphuggen 1989. |
| Patricia [III]                  | 1951  | Newcastle             | 1951-1958 | Passagerarångare      | 2430    | Såld 1958 till Hamburg-Amerika Linie. Till Indien 1997 för upphuggning.                                                                                    |
| Fragaria [II]                   | 1952  | Orenstein-Koppel      | 1952-1962 | Motorfartyg           | 540     | Såld 1962 till Skärhamn. |
| Stellaria                       | 1952  | Orenstein-Koppel      | 1952-1962 | Motorfartyg           | 540     | Såld 1962 till Styrsö. Ankom 2004 Danmark för upphuggning.                                                                                                 |
| Titania [II]                    | 1953  | Eriksberg             | 1953-1962 | Motortanker           |         | Såld 1962 till DDR. |
| Valencia [II]                   | 1954  | Lindholmen            | 1954-1968 | Motorfartyg           | 3250    | Såld 1968 till Filippinerna. |
| Gandia                          | 1954  | Lindholmen            | 1954-1968 | Motorfartyg           | 3250    | Såld 1968 till Filippinerna. |
| Lombardia [II]                  | 1954  | Gävle                 | 1954      | Motorfartyg           | 3450    | Såld 1954 till Danmark. Strandade 1967 och blev vrak. |
| Portia                          | 1955  | Uddevallavarvet       | 1955-1965 | Motorfartyg           | 895     | Såld 1965. |
| Cordelia                        | 1955  | Uddevallavarvet       | 1955-1964 | Motorfartyg           | 895     | Såld 1964 till Finland. |
| Silvia                          | 1955  | Uddevallavarvet       | 1955-1965 | Motorfartyg           | 895     | Såld 1965. |
| Hermia                          | 1955  | Uddevallavarvet       | 1955-1965 | Motorfartyg           | 895     | Såld 1965. |
| Almeria                         | 1955  | Lindholmen            | 1955-1967 | Motorfartyg           | 3250    | Såld 1967 till Stockholm. Uppges sänkt 1984 utanför Libyens kust.                                                                                          |
| Celia                           | 1955  | Hamburg               | 1955-1965 | Motorfartyg           | 920     | Såld 1965 till Norge. Uppges sjunken 1980. |
| Massilia                        | 1956  | Helsingborg           | 1956-     | Motorfartyg           | 3480    | |
| Iberia [II]                     | 1956  | Burmeister&Wain       | 1956-     | Motorfartyg           | 3470    | |
| Begonia                         | 1958  | Lindholmen            | 1958-1969 | Motorfartyg           | 6175    | Såld 1969 till Grekland. 1982 upphuggning i Grekland. |
| Ofelia                          | 1958  | Sövesborg             | 1958-1963 | Motorfartyg           | 1055    | Förlist 1963 utanför skotska västkusten och blir vrak. |
| Valeria                         | 1958  | Sövesborg             | 1958-1966 | Motorfartyg           | 1055    | Såld 1966 inom Sverige. |
| Octavia                         | 1958  | Sövesborg             | 1958-1966 | Motorfartyg           | 1055    | Såld 1966 inom Sverige. |
| Olivia                          | 1959  | Lübeck                | 1959-     | Motortanker           | 18260   | |
| Vinia                           | 1959  | Sölvesborg            | 1959-1978 | Motorvintanker        | 895     | 25% sålt till Svenska Orient Linien. Övertagen 1978 av Broströms Rederi. Ankom 2001 Indien för upphuggning.                                                |
| Convallaria                     | 1959  | Lindholmen            | 1959-1970 | Motorfartyg           | 6550    | Såld 1970 till Hong Kong. Ankom 1985 Pakistan för upphuggning.                                                                                             |
| Gothia [IV]                     | 1941  | Eriksberg             | 1960-1963 | Motorfartyg           | 2160    | F.d. Bohus. Inchartrad 1950. Inköpt 1960. Såld 1963 till Italien. Blev 1978 vrak.                                                                          |
| Bothnia [V]                     | 1941  | Eriksberg             | 1960-1963 | Motorfartyg           | 2160    | F.d. Åhus. Inköpt 1960. Såld 1963 till Finland. Blev 1969 vrak.                                                                                            |
| Italia [IV]                     | 1961  | Lindholmen            | 1961-1974 | Motorfartyg           | 4460    | Såld 1974 till Egypten. Upphuggen 2004. |
| Gallia [IV]                     | 1961  | Lindholmen            | 1961-1974 | Motorfartyg           | 4570    | Såld 1974 till Finland. Ankom 1988 till Bangladesh för upphuggning..                                                                                       |
| Dalmatia                        | 1962  | Lindholmen            | 1962-1976 | Motorfartyg           | 4600    | Såld 1976 till Hong Kong. |
| Scania [IV]                     | 1962  | Lindholmen            | 1962-1973 | Motorfartyg           | 4600    | Såld 1973 till Liberia. Ankom 1999 Indien för upphuggning.                                                                                                 |
| Segovia                         | 1963  | Cadiz, Spanien        | 1963-1971 | Motorfartyg           | 4600    | Såld 1971 till Svenska Orient Linien. Ankom 1987 Taiwan för upphuggning.                                                                                   |
| Hispania [III] / Valencia [III] | 1964  | Cadiz, Spanien        | 1964-1968 | Motorfartyg           | 4600    | Omdöpt 1968 till Valencia. Såld 1977 till Cypern. Förlist 1988 och blev vrak.                                                                              |
| Industria [IV]                  | 1964  | Cadiz, Spanien        | 1964-1977 | Motorfartyg           | 4600    | Såld 1977 till Cypern. Förlist 1994 och blev vrak. |
| Saga [III]                      | 1965  | Lindholmen            | 1966-1971 | Passagerar/bilfärja   | 2700    | Såld 1971 till Stena Line. Ankom 2003 Turkiet för upphuggning.                                                                                             |
| Vinlandia                       | 1966  | Vaagen Verft, Norge   | 1966-1977 | Motorvintanker        | 1425    | Ägd av partrederi tillsammans med Svenska Orient Linien 25%. Överförd 1977 till Broströms rederi. Ankom 1977 Turkiet för upphuggning.                      |
| Patricia [IV]                   | 1966  | Lindholmen            | 1967-1977 | Passagerar/bilfärja   | 1490    | Såld 1978 till Stena Line. |
| Lombardia [III]                 | 1942  | Götaverken            | 1967-1970 | Motorfartyg           | 9000    | F.d. Barranduna. Inköpt 1967 från Transatlantic. Såld 1970 till Panama. Ankom 1974 Taiwan för upphuggning.                                                 |
| Hispania [IV] / Saga [IV]       | 1966  | Lindholmen            | 1969-1977 | Passagerar/bilfärja   | 2510    | F.d. Svea. Inköpt 1969. Omdöpt 1972 till Saga. Såld 1978 till Grekland. Anlände 2011 till Indien för upphuggning.                                          |
| Vindemia                        | 1969  | Vaagen Verft, Norge   | 1969-1977 | Motorvintanker        | 1660    | Ägd av partrederi tillsammans med Svenska Orient Linien 25%. Överförd 1977 till Broströms rederi. Ankom 2002 Turkiet för upphuggning.                      |
| Fragaria [III]                  | 1972  | Vigo, Spanien         | 1972-1977 | Ro-ro-fartyg          | 4320    | Överförd 1977 till Broströms rederi. |
| Stellaria [II]                  | 1973  | Vigo, Spanien         | 1973-1977 | Ro-ro-fartyg          | 4389    | Överförd 1978 till Broströms rederi. |

## Flaggor och skorstensmärken
Svenska Lloyds första bolagsflagga bestod av en rektangulär, gul duk med ett diagonalställt, blått kors. Likheten med den ryska örlogsflaggan, ett likadant blått kors på vit botten, ledde dock till irritation. Man ansåg att den kunde förväxlas med ryska flottans färger. Efter påstötning från officiellt håll ändrade Svenska Lloyd sin flagga till en vit duk med blått S:t Georgs-kors.
Under Svenska Lloyds första år hade bolagets fartyg inget skorstensmärke, då detta ännu inte var allmänt i Sverige. Det första märke man införde, var ett blått "L" på gul botten, vilket bibehölls tills Thulebolaget 1916 gick upp i Svenska Lloyd. Man övertog då dess skorstensmärke med den gula stjärnan i en blå cirkel. Lastfartygen hade under en period svart skorsten med märket placerat i ett vitt band. Men när motorfartygen med sina rymligare passagerarutrymmen tillkom, fick dessa den vita skorstenen, vilken varit reserverad för passagerarfartygen på England. År 1938 gick man gått över till vit skorsten för samtliga fartyg.